# Conochilus coenobasis
Conochilus coenobasis is een raderdiertjessoort uit de familie Conochilidae. De wetenschappelijke naam van deze soort is voor het eerst geldig gepubliceerd in 1914 door Skorikov.